# Тібру (комуна)
Комуна Тібру (швед. Tibro kommun) — адміністративно-територіальна одиниця місцевого самоврядування, що розташована в лені Вестра-Йоталанд у південно-західній Швеції.
Тібру 242-а за величиною території комуна Швеції. Адміністративний центр комуни — місто Тібру.

## Населення
Населення становить 10 673 чоловік (станом на вересень 2012 року). 
| Кількість населення комуни Тібру за 1970-2010 роки | Кількість населення комуни Тібру за 1970-2010 роки | Кількість населення комуни Тібру за 1970-2010 роки | Кількість населення комуни Тібру за 1970-2010 роки | Кількість населення комуни Тібру за 1970-2010 роки |
| -------------------------------------------------- | -------------------------------------------------- | -------------------------------------------------- | -------------------------------------------------- | -------------------------------------------------- |
| Рік                                                |                                                    |                                                    | Населення                                          |                                                    |
| 1970                                               | 1970                                               |                                                    | 10 191                                             | 10 191                                             |
| 1975                                               | 1975                                               |                                                    | 10 997                                             | 10 997                                             |
| 1980                                               | 1980                                               |                                                    | 11 214                                             | 11 214                                             |
| 1985                                               | 1985                                               |                                                    | 11 111                                             | 11 111                                             |
| 1990                                               | 1990                                               |                                                    | 11 188                                             | 11 188                                             |
| 1995                                               | 1995                                               |                                                    | 11 218                                             | 11 218                                             |
| 2000                                               | 2000                                               |                                                    | 10 576                                             | 10 576                                             |
| 2005                                               | 2005                                               |                                                    | 10 581                                             | 10 581                                             |
| 2010                                               | 2010                                               |                                                    | 10 560                                             | 10 560                                             |
| Джерело: SCB                                       |                                                    |                                                    |                                                    |                                                    |

## Населені пункти
Комуні підпорядковано 2 міські поселення (tätort) та кілька сільських, більші з яких:
- Тібру (Tibro)
- Фаґерсанна (Fagersanna)
- Генса (Hönsa)
- Мун (Mon)

## Галерея

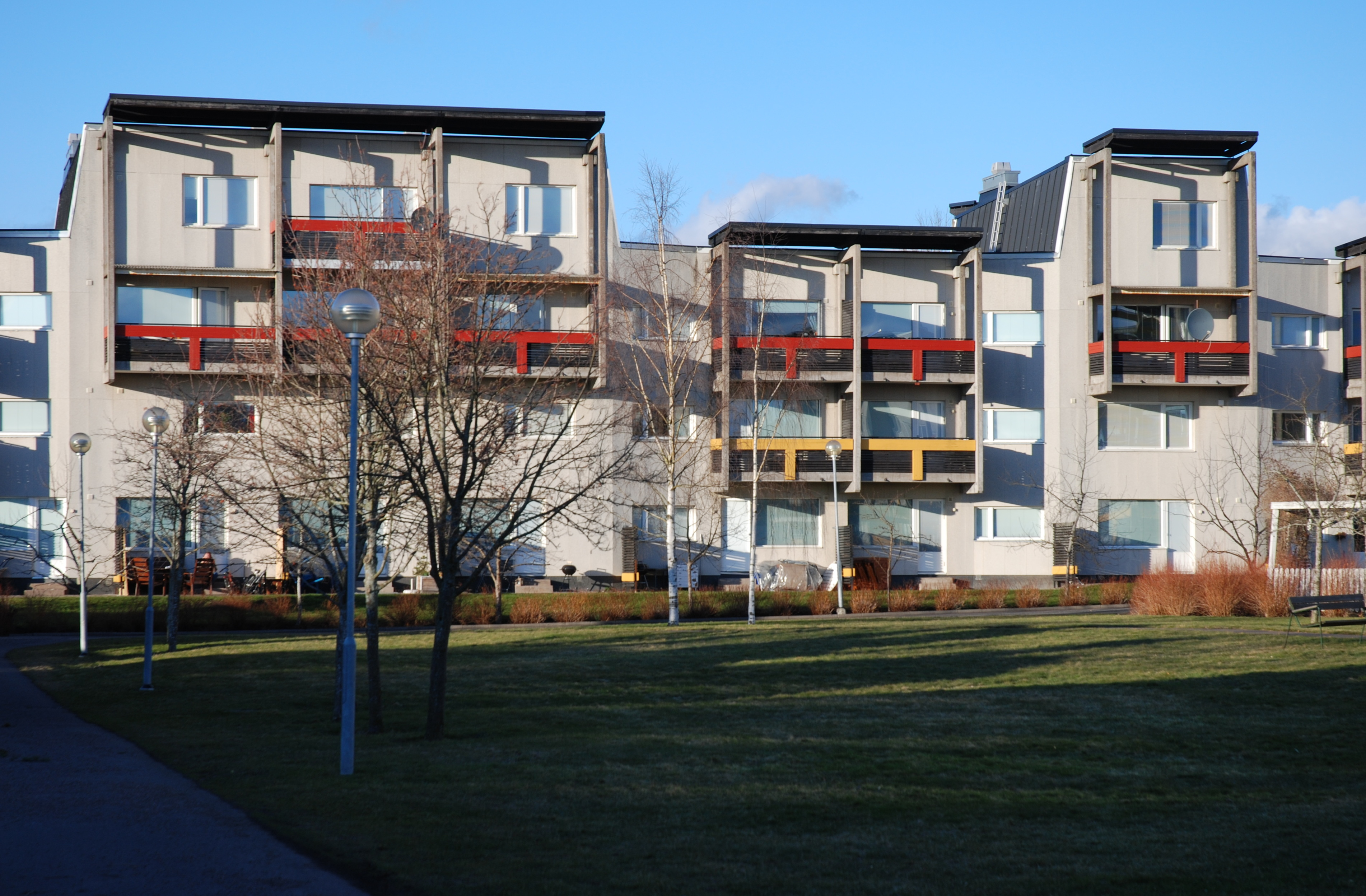
Містечко Тібру
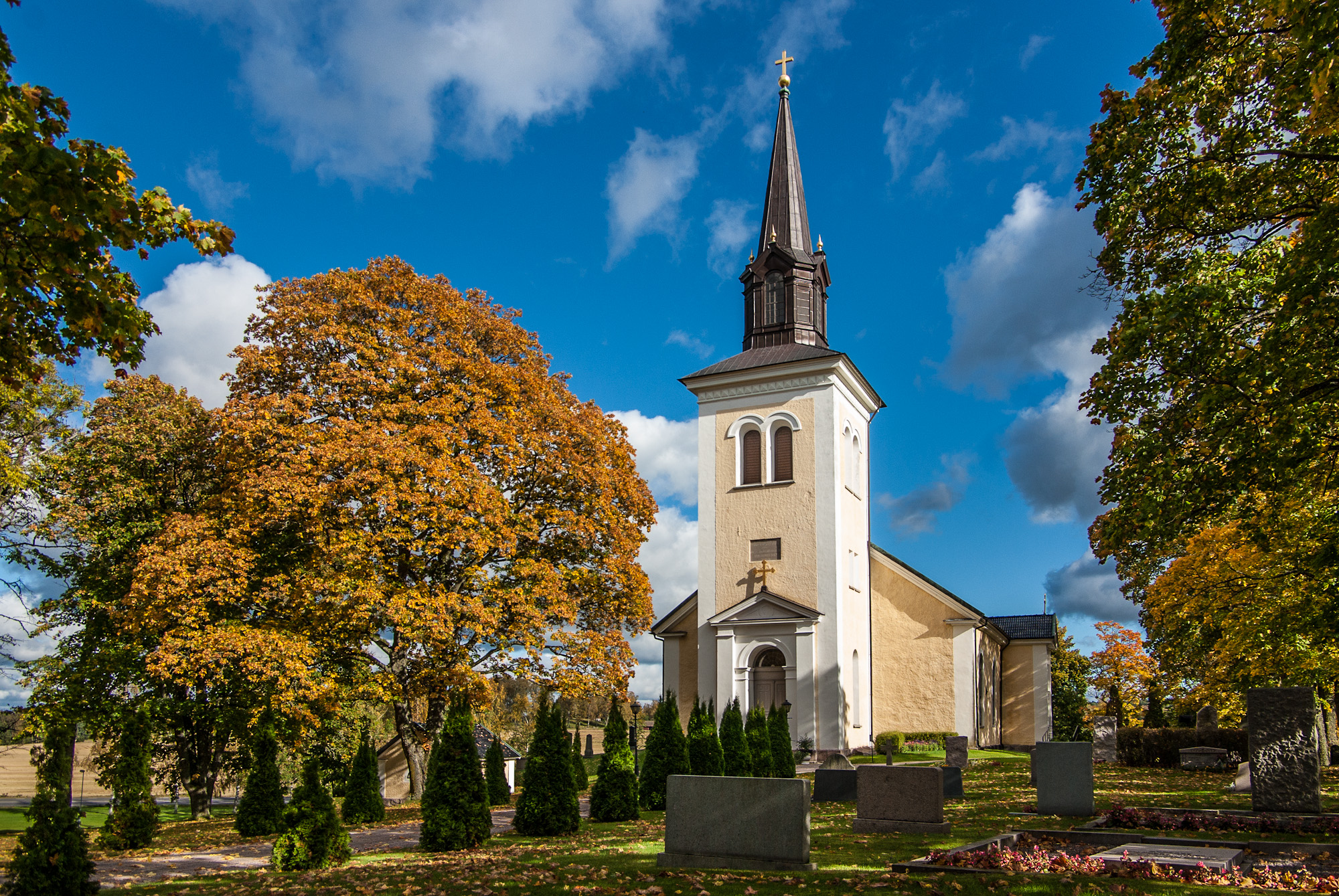
Церква (Чиркефалла)
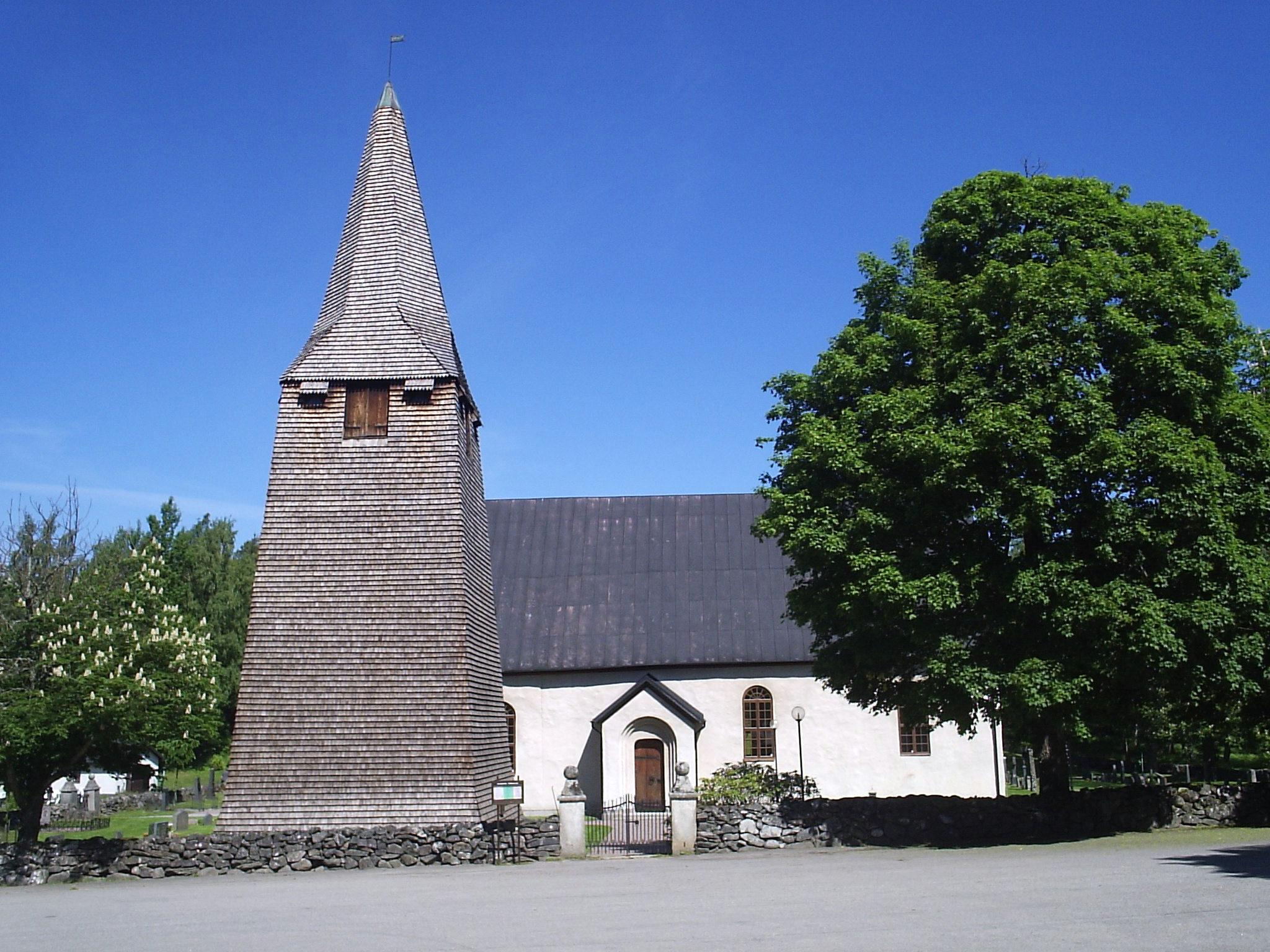
Церква (Рансберґ)

## Виноски
1. ↑  Folkmangd i riket, lan och kommuner (шв.) . Центральне бюро статистики Швеції. Архів оригіналу за 20 серпня 2013. Процитовано 23 лютого 2013.